# Metarhadinorhynchus echeneisi
Metarhadinorhynchus echeneisi is een soort in de taxonomische indeling van de Acanthocephala (haakwormen). De worm wordt meestal 1 tot 2 cm lang. Ze komen algemeen voor in het maag-darmstelsel van ongewervelden, vissen, amfibieën, vogels en zoogdieren.
De haakworm komt uit het geslacht Metarhadinorhynchus en behoort tot de familie Illiosentidae. Metarhadinorhynchus echeneisi werd in 1991 beschreven door N. K. Gupta & Sinha.